# 孫亞莉
孫亞莉（英語：Crystal Sun；1973年10月1日—2009年2月6日），香港演員及模特兒，出生於中國山東省，在1990年代從中國內地移居香港，曾經到英國進修英語及電腦，1999年回到香港參加《亞洲小姐競選》，因性感照片曝光而退選。孫亞莉在2000年代曾經參與多項演藝工作，包括擔任模特兒為成人雜誌拍攝封面及寫真，以及參與演出多部成人電影。2009年2月6日，孫亞莉被發現於酒店房間上吊自殺，享年35歲。

## 生平
孫亞莉出生於中國山東省，家境普通，報稱1992年畢業於海南島大學，在1990年代獨自從中國內地移居香港，投身娛樂事業，曾經以「孫祖兒」為藝名，在1996年以特約演員身份參與演出電影《甜蜜蜜》，與香港藝人黎明演對手戲，其後到英國進修英語及電腦，並於1999年返回香港參加《亞洲小姐競選》。在參加選美期間，有媒體刊登孫亞莉的性感照片，並指其曾經整容及任職夜總會公關小姐，其後孫亞莉宣佈退選。在2000年代，孫亞莉再次加入娛樂圈，曾經為成人雜誌拍攝封面及寫真，並參與演出多部成人電影。2002年，藝人陳寶蓮自殺身亡，孫亞莉因貌似陳寶蓮，獲邀請參演電影《絕代艷星寶蓮的一生》，飾演陳寶蓮一角，在電影中重演陳寶蓮跳樓自殺的一幕。孫亞莉的藝演工作在2000年代中期開始逐漸減少，2009年2月7日被發現於香港南洋酒店的房間留下遺書，上吊自殺，其家人表示孫亞莉出現財務困難，懷疑因債務問題而自殺。

## 電影作品
1996年，孫亞莉以特約演員身份參與演出電影《甜蜜蜜》，其後曾參演多部成人電影。2002年，孫亞莉於電影《絕代艷星寶蓮的一生》飾演陳寶蓮一角，被外界稱為「 再世陳寶蓮」。以下是孫亞莉曾經參與演出的電影名單：
- 甜蜜蜜（1996年）
- 男人三十攪攪震（2001年）
- 日本少林（2001年）
- 香港艾曼妞之獸性培慾（2002年）
- 少年賭聖（2002年）
- 金雞（2002年）
- 每天嚇你8小時（2002年）
- 絕代艷星寶蓮的一生（2002年）[6]
- 殺入愛情路（2003年）
- 偷窺樂無窮之紋身怪客（2003年）
- 誘惑出擊（2003年）
- 爛命一條闖江湖之賭命（2003年）
- 新傾國傾城（2005年）
- PR女郎之試鐘誘惑（2006年）